# Япет (спутник)
Япе́т (др.-греч. Ἰαπετός) — третий по величине спутник Сатурна и двадцать четвёртый по расстоянию от него из 146 известных его спутников. Известен также как Сатурн VIII. Самый далёкий от Сатурна среди семи его крупнейших спутников. Является одиннадцатым по величине спутником в Солнечной системе.
Этот спутник открыл Джованни Доменико Кассини в 1671 году. Назван он в честь титана Япета из древнегреческой мифологии — сына Урана, отца Прометея и Атланта и предка человечества.
Ведущее (переднее) полушарие Япета чёрное, как копоть (альбедо 0,03—0,05), а ведомое (заднее), имея альбедо около 0,5—0,6, блестит почти столь же ярко, как свежевыпавший снег, и соперничает с одним из самых ярких объектов в Солнечной системе — спутником Юпитера Европой.
Другая уникальная особенность Япета — ряд горных хребтов и отдельных вершин, который тянется вдоль его экватора и известен как стена Япета.
Имея плотность только 1,088 г/см³, Япет должен состоять почти полностью из водяного льда.
Все регулярные спутники Сатурна, кроме Япета и Фебы, находятся почти в плоскости экватора Сатурна. Орбита Япета наклонена к ней на 15,47°.

## История изучения
Япет был открыт 25 октября 1671 года астрономом Джованни Доменико Кассини. Он был виден в телескоп только тогда, когда находился к западу от Сатурна. В 1705 году, используя более сильный телескоп, Кассини всё же увидел этот спутник во время нахождения к востоку от планеты. Оказалось, что при этом он слабее на 2 звёздные величины. Из этого Кассини сделал два вывода, которые позже подтвердились, — во-первых, одно полушарие Япета намного темнее другого, а во-вторых, оно всегда смотрит в направлении движения спутника по орбите (то есть Япет всегда повёрнут к Сатурну одной и той же стороной).
Первые фотографии Япета были получены аппаратом «Вояджер-1» в 1980 году. Намного больше данных об этом спутнике дал «Кассини», который изучал систему Сатурна с 2004 по 2017 год.

## Именование деталей рельефа
Первые 20 названий деталей рельефа Япета Международный астрономический союз утвердил в 1982 году. Все эти объекты целиком или большой частью лежат в северном полушарии, потому что южное «Вояджеры» засняли хуже — только до 45° южной широты. Полностью Япет был отснят только аппаратом «Кассини», и в 2008 году были утверждены названия 49 новых объектов.
Тёмная область спутника названа областью Кассини (лат. Cassini Regio) в честь его первооткрывателя. Все остальные названия объектов на Япете даны по мотивам средневековой французской поэмы «Песнь о Роланде», потому что Кассини открыл этот спутник во время работы во Франции.
Северную часть яркой области назвали «Ронсевальская земля» (лат. Roncevaux Terra) в честь Ронсевальского ущелья в Пиренеях — в этом ущелье в 778 году произошла битва, описанная в этой поэме. Южную часть яркой области назвали «земля Сарагоса» (лат. Saragossa Terra) в честь упомянутого в «Песни о Роланде» города. Поскольку она получила название намного позже северной части, в некоторых источниках всю яркую область Япета называют Ронсевальской землёй.
Все кратеры Япета названы в честь персонажей «Песни о Роланде». Те из них, что расположены в яркой области, названы именами положительных героев — франков и их союзников. Кратеры тёмной области (или расположенные в пограничной зоне, но имеющие тёмные днища) получили имена их противников — мавров.
43-километровый кратер Альмерик, расположенный на Ронсевальской земле, закрепляет систему долгот на Япете: западная долгота его центра принята равной 276,0° (ранее 276,6°).

## Двуликость
Центры светлой и тёмной областей Япета очень точно совпадают с центрами ведомого и ведущего полушарий соответственно. Но граница между ними проходит не точно по меридиану: она изогнута наподобие линии на теннисном мяче. Яркая область (занимающая главным образом ведомое полушарие) заходит на ведущее в районе полюсов, а тёмная заходит на ведомое в районе экватора. Площадь яркой области больше, чем тёмной: около 60 % поверхности Япета. И ту, и другую делит пополам стена Япета — ряд горных хребтов и отдельных вершин, который тянется вдоль его экватора (но в яркой области этот ряд сильно прерывистый).
На снимках с высоким разрешением видно, что граница светлых и тёмных участков очень резкая, но сильно разорванная. Отдельные светлые участки есть и внутри тёмной области, а отдельные тёмные — и внутри светлой. Такими отдельными тёмными участками около экватора являются углубления, а на высоких широтах — обращённые к экватору склоны. Аналогично, в тёмной области возвышенности и обращённые к полюсам склоны могут быть яркими.
Яркая область Япета превосходит по альбедо тёмную примерно в 10 раз. Аналогичное различие между полушариями есть и у многих других синхронных спутников планет-гигантов, но у них оно намного слабее. Самое большое после Япета оно у Дионы и Европы: у них ведомое полушарие ярче ведущего в 1,45 и 1,33 раза соответственно. Кроме того, у этих полушарий может отличаться цвет: на ведущем полушарии Япета и яркие, и тёмные участки заметно краснее, чем на ведомом.
По всей видимости, цвет яркой области Япета — ледяного спутника — близок к его изначальному цвету. Тёмный цвет другого полушария, по современным представлениям, вторичен: его создаёт пылевой покров толщиной порядка десятков сантиметров. Это видно по ярким мелким кратерам в этой области и по результатам радарных наблюдений.
Различие альбедо полушарий Япета оставалось загадкой в течение трёх веков. Объяснение, которое ныне считается самым правдоподобным, было предложено (но не замечено) в 1974 году, а детально разработано в 2010-м. Согласно этой версии, первопричина различий альбедо — тёмная пыль, которая оседает главным образом на ведущем полушарии Япета (берётся эта пыль, скорее всего, с ретроградно движущихся удалённых спутников Сатурна, в частности, Фебы). Но одно только оседание пыли не может объяснить резкий переход от светлых участков к тёмным и изогнутость границы между светлой и тёмной областью. Объяснение этих фактов связано с тем, что запылённость поверхности приводит к миграции льда. Температура, до которой нагревается поверхность днём, зависит от альбедо: запылённое ведущее полушарие прогревается лучше чистого ведомого (до 129 K против 113 K). Как следствие, лёд испаряется с более тёплых участков и конденсируется на более холодных — ведомой стороне и околополярных областях. Получается положительная обратная связь: изначально тёмные участки темнеют, а изначально светлые — светлеют ещё сильнее. На Япете этот процесс идёт эффективней, чем на других синхронных спутниках Сатурна, потому что большой радиус его орбиты приводит к большому периоду обращения вокруг планеты и, соответственно, большой длительности местных суток. Поэтому за «япетский» день поверхность ведущего полушария успевает прогреться относительно сильно. Кроме того, миграцию льда на Япете облегчает очень большая (сравнимая с его размером) длина свободного пробега молекул воды. На галилеевых спутниках Юпитера разница яркости полушарий небольшая, вероятно, именно из-за малости этой величины около их поверхности. Таким образом, уникальная окраска Япета в конечном счёте объясняется сочетанием значений его размера, расстояния до Сатурна и расстояния до Солнца.

## Горное кольцо
В декабре 2004 года космический аппарат «Кассини» передал новые снимки Япета, на которых виден уникальный горный хребет, кольцом опоясывающий экватор спутника. Его высота достигает 13 км, ширина 20 км, протяжённость — около 1300 км. Из-за этого хребта Япет напоминает грецкий орех или целлулоидный мячик, склеенный из двух одинаковых половинок.
Происхождение хребта — настоящая загадка. Учёные считают, что он мог появиться в результате сжатия пород или прорыва материала из глубин спутника на его поверхность. В любом случае это должен был быть очень необычный процесс, возможно, как-то связанный с неоднородной окраской Япета.
По одной из гипотез, хребет на Япете мог появиться в результате сжатия пород. Изначально период обращения Япета вокруг оси мог составлять менее десяти часов, а диаметр спутника в экваториальной области был примерно в полтора раза больше расстояния между его полюсами. Впоследствии скорость вращения Япета сильно уменьшилась, и он приобрёл более сферическую форму. В результате площадь поверхности Япета сократилась, а «выдавленные» породы скопились вдоль экватора.
По другой версии горное кольцо появилось при прохождении Япета через кольца Сатурна.
Кассини получил изображения участка хребта, проходящего по тёмной области. Также американский аппарат открыл очень необычный (высота 15 км, ширина 60 км) обрыв (сброс) на краю одного из кратеров Япета.
По мнению астронома Эндрю Домбарда (англ. Andrew Dombard) из Университета Иллинойса в Чикаго, причиной возникновения экваториального хребта могли быть кольца, которые, в свою очередь, образовались из ледяного космического объекта (sub-moon), обращавшегося в течение продолжительного периода на орбите Япета. Сближение тел продолжалось до тех пор, пока приливные силы не разорвали гипотетический спутник Япета на множество фрагментов, из которых сформировались кольца. Дальнейшее гравитационное взаимодействие этих объектов (спутника и его колец) привело к падению колец на поверхность Япета, что привело к появлению кольцевой горной гряды.

## В литературе
- В романе Артура Кларка «2001: Космическая одиссея» на Япете располагались построенные другой цивилизацией Звёздные врата, через которые главный герой попал в совершенно другую точку Вселенной.
- Действия второй части романа советского и российского писателя-фантаста Сергея Павлова «Лунная радуга» происходят на орбите спутника Сатурна Япет и на самом спутнике.
- Действие романа Джека Макдевита «Двигатели Бога» начинается на Япете.
- Д.Вебер «Унаследованный армагеддон» цивилизация Аку Ултан пытается нанести Япетом удар по Земле.
- Рассказ «Дети комедианта» Т. Старджона начинается с экспедиции на Япет, после которой распространяется болезнь, делающая лицо больных детей двухцветным.
- Действие рассказа «Ручей на Япете» писателя-фантаста Владимира Михайлова происходит на Япете.
- Ким Стенли Робинсон упоминает Япет и другие спутники Сатурна в своём романе «2312», вышедшем в 2012 году.